# Макарычев, Михаил Алексеевич
Михаил Алексеевич Макарычев (1913—1986) — руководитель организаций речного флота, лауреат Государственной премии СССР (1979).

## Биография
Окончил механический факультет Горьковского института инженеров водного транспорта (1937).
В 1937—1954 главный инженер Велико-Устюгского судостроительно-судоремонтного завода имени Нацфлота Северного речного пароходства (Архангельск), главный инженер Волжского грузового речного пароходства (Куйбышев).
С 1954 г. — в центральном аппарате Минречфлота РСФСР на руководящих должностях, с 1965 главный инженер Главфлота, с 1979 заместитель председателя Научно-технического совета.

## Награды
Государственная премия СССР (1979) — за создание и внедрение автоматических сцепных устройств для толкания судов и большегрузных составов на реках, озерах и водохранилищах.
Награждён орденами Ленина, «Знак Почёта» и 7 медалями.